# Le Cerf se voyant dans l'eau
Le Cerf se voyant dans l'eau est la neuvième fable du livre VI de Jean de La Fontaine situé dans le premier recueil des Fables de La Fontaine, édité pour la première fois en 1668.

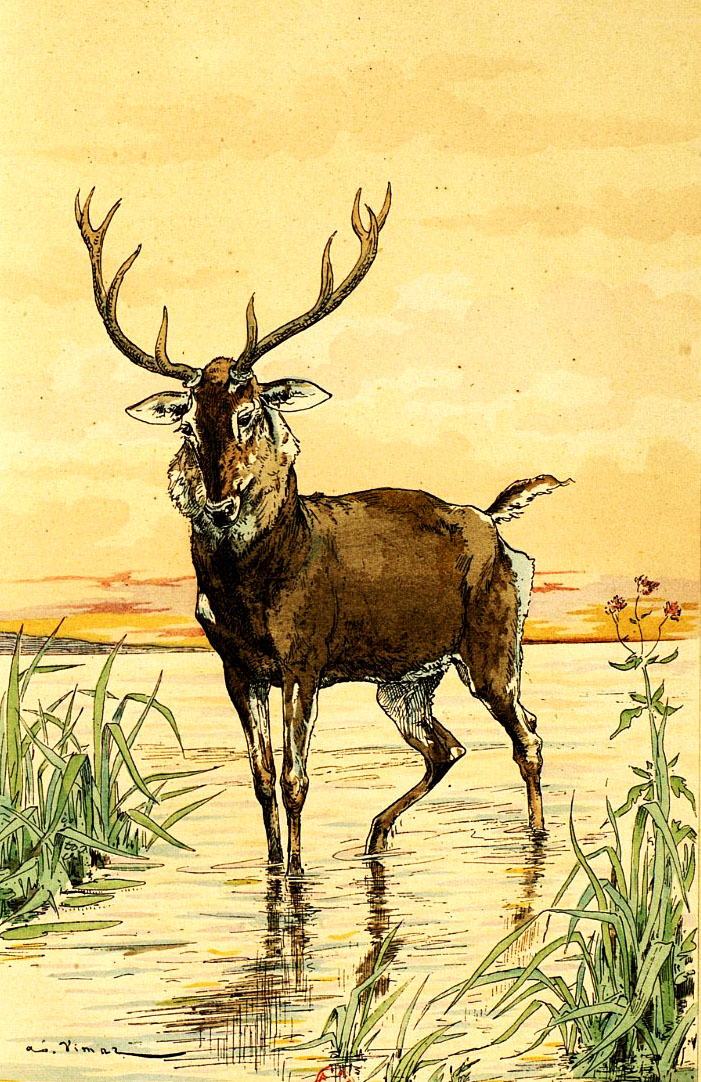
Illustration d'Auguste Vimar (1897)

## Texte
LE CERF SE VOYANT DANS L'EAU
[Ésope + Phèdre,]
Dans le cristal d'une fontaine

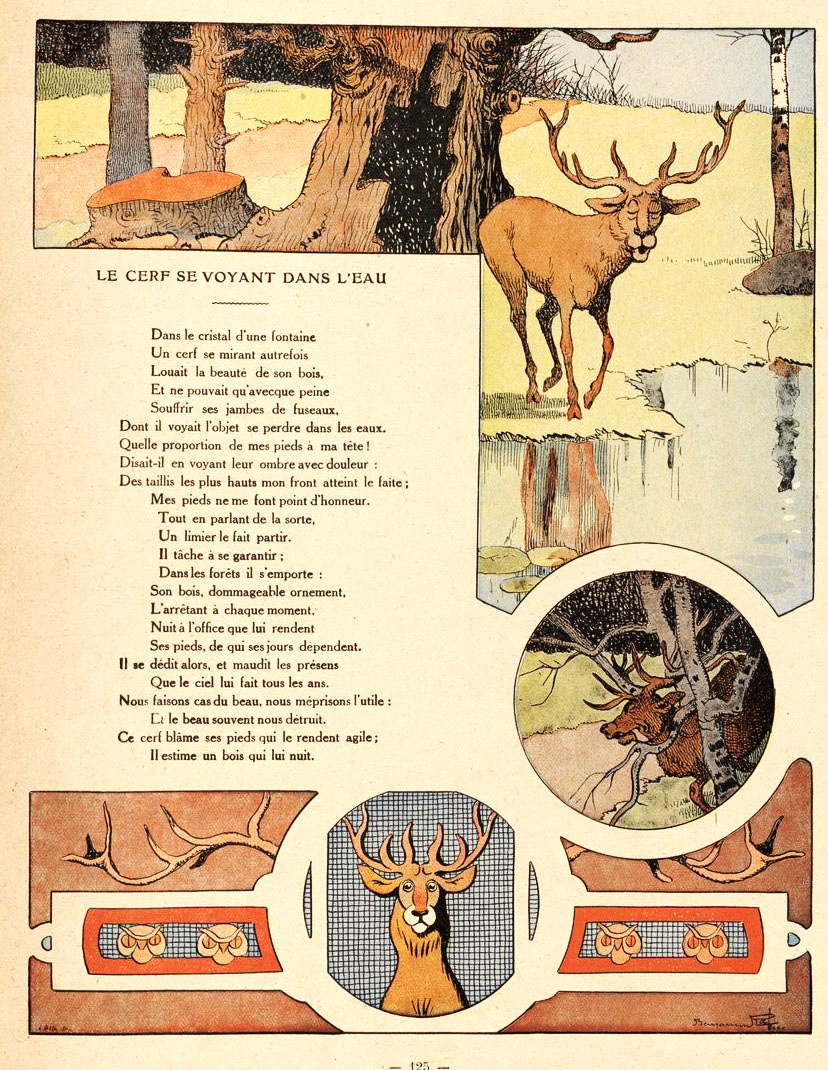
Illustration de Benjamin Rabier (1906)

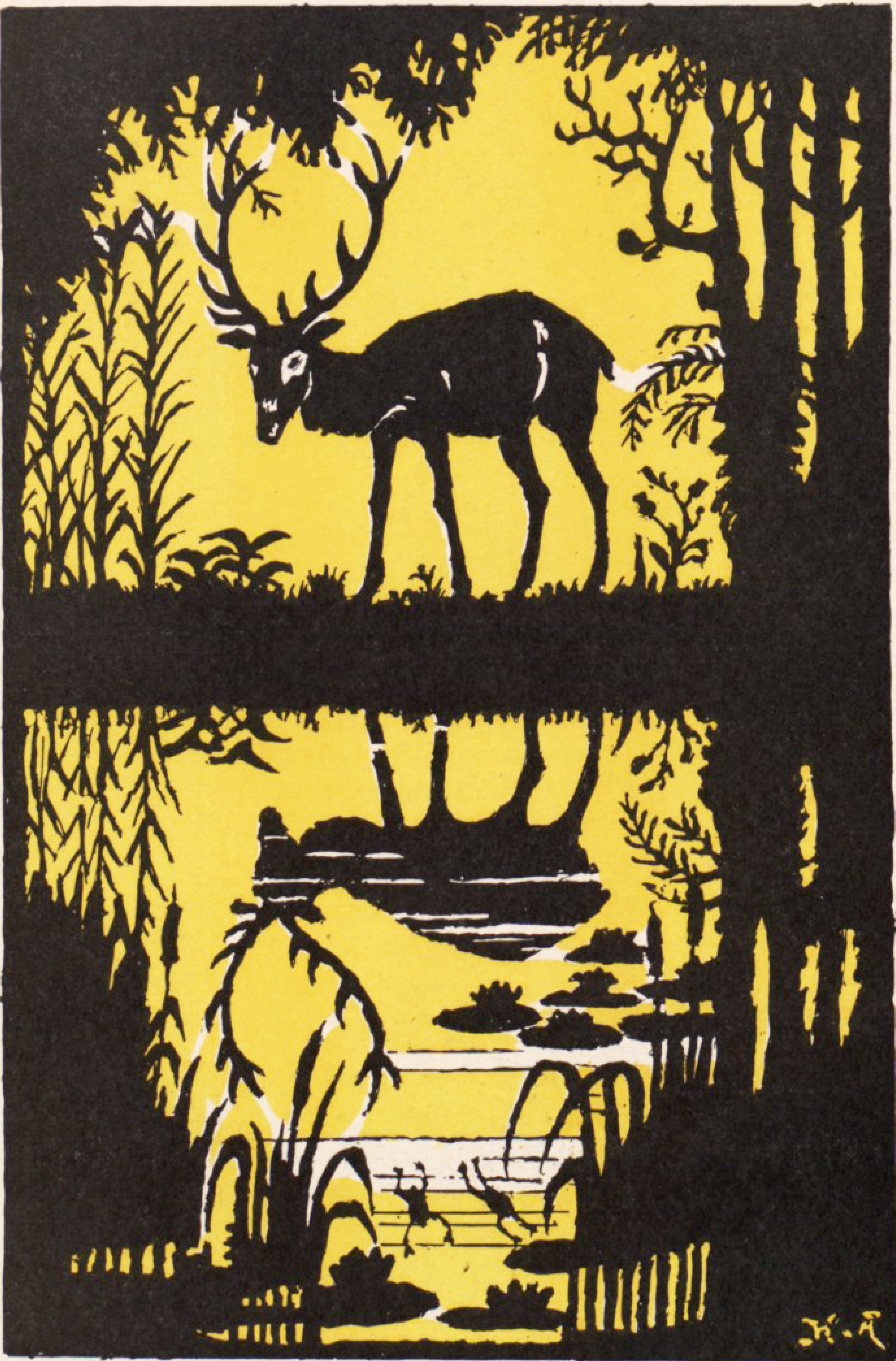
Illustration en silhouettes d'Henri Avelot (1932)

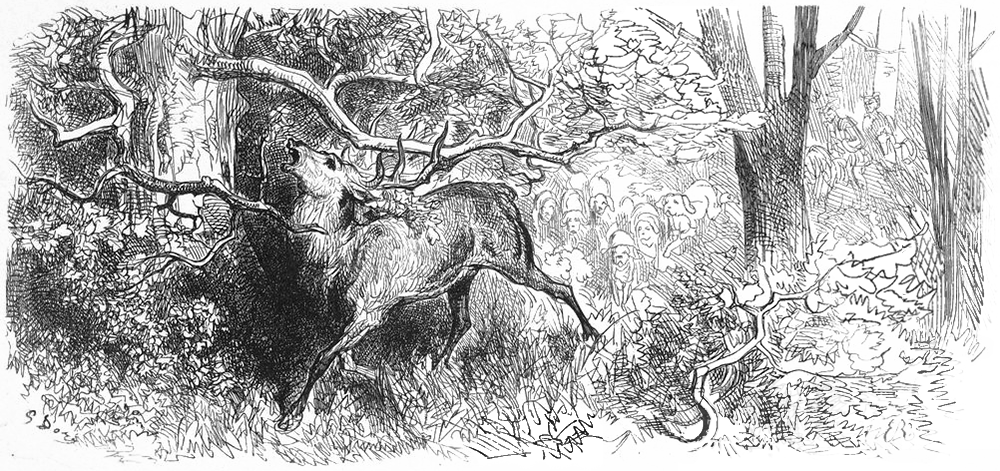
Gravure de Gustave Doré (1876)

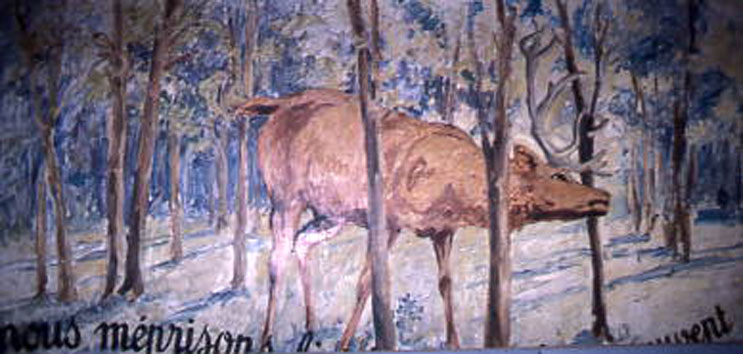
Peinture murale du groupe scolaire Jules Ferry à Conflans-Sainte-Honorine réalisée en 1936 par un peintre inconnu.

            Un Cerf se mirant autrefois
            Louait la beauté de son bois,
            Et ne pouvait qu'avecque peine
            Souffrir ses jambes de fuseaux (1),
Dont il voyait l'objet (2) se perdre dans les eaux.
" Quelle proportion de mes pieds à ma tête ! "
Disait-il en voyant leur ombre avec douleur :
" Des taillis les plus hauts mon front atteint le faîte ;
            Mes pieds ne me font point d'honneur. "
                Tout en parlant de la sorte,
                 Un limier (3) le fait partir.
                 Il tâche à (4) se garantir ;
                 Dans les forêts il s'emporte (5).
            Son bois, dommageable ornement,
            L'arrêtant à chaque moment,
            Nuit à l'office (6) que lui rendent
            Ses pieds, de qui ses jours dépendent.
Il se dédit alors, et maudit les présents
            Que le Ciel lui fait tous les ans (7).
Nous faisons cas du beau, nous méprisons l'utile ;
            Et le beau souvent nous détruit (8).
Ce Cerf blâme ses pieds qui le rendent agile ;
            Il estime un bois qui lui nuit.
Vocabulaire
(1) Ses jambes effilées comme des fuseaux
(2) "Chose où l'on arrête les yeux" (dictionnaire de Richelet). Le reflet
(3) grand chien de chasse qui sert à détourner et à lancer le gros gibier
(4) tâcher de
(5) il s'élance, il s'enfuit
(6) aux services
(7) Le bois du cerf tombe chaque année au printemps, et se refait au mois d'août orné d'une nouvelle ramification (les pointes supplémentaires sont nommées andouillers)
(8) nous perd, nous ruine. Se conférer à Pierre Corneille, Médée, acte II, scène 1 : "Jason m'a trop coûté pour le vouloir détruire" ; et à Jean Racine, Athalie, acte I, scène 1 : "Achab détruit"